# Pissodogryllacris bedoti
Pissodogryllacris bedoti är en insektsart som först beskrevs av Griffini 1909.  Pissodogryllacris bedoti ingår i släktet Pissodogryllacris och familjen Gryllacrididae.

## Underarter
Arten delas in i följande underarter:
- P. b. bedoti
- P. b. ambrens